# Усово (Горайская волость)
Усово — деревня в Горайской волости Островского района Псковской области.
Расположена на правом берегу реки Утроя, в 16 км к юго-западу от центра города Остров и в 17 км к северо-западу от волостного центра, деревни Крюки. Северо-западнее находится одноимённая деревня Усово
Численность населения деревни по состоянию на 2000 год составляла 8 человек.
До 3 июня 2010 года деревня входила в состав ныне упразднённой Синерецкой волости с центром в д.Гривы.